# Las aventuras del Capitán Piluso (En el castillo del terror)
Las aventuras del Capitán Piluso (En el castillo del terror) es una película en blanco y negro de Argentina dirigida por Francis Lauric sobre el guion de Humberto Ortiz con adaptación de Frins y Frans que se estrenó el 19 de diciembre de 1963 y que tuvo como protagonistas a  Alberto Olmedo, Humberto Ortiz, Juan Carlos Barbieri y María Esther Podestá.

## Sinopsis
Piluso y Coquito enfrentan al malvado dueño de un castillo, que se apodera de tierras ajenas.

## Reparto
- Alberto Olmedo …Capitán Piluso
- Humberto Ortiz …Coquito
- Juan Carlos Barbieri
- María Esther Podestá
- Lalo Hartich
- Martín Karadagián
- El Indio Comanche
- Semillita
- Aldo Mayo
- Rodolfo Crespi
- Sandra Ferrán
- Diego Marcote
- Félix Tortorelli
- Vicente Paparelli
- Ricardo Carenzo
- José Del Vecchio
- Los Cumbreños
- Martín Gallo
- Huracán Moreno
- Gran Machuca
- Gigante Sueco

## Comentarios
El Heraldo del Cine comentó:

”Habría que tener la edad de los admiradores del capitán Piluso para poder hablar con alguna certeza sobre este pasatiempo hecho exclusivamente para el mundo infantil. Libreto y realización no superan un nivel primario, las actuaciones están en la línea clownesca que tiene el programa de TV.”

La crónica de Tiempo de Cine señaló que:

”Dentro de la pobreza general merece una mención Martín Karadagian, quien da verosimilitud a su tenebroso.”

Por su parte Manrupe y Portela escriben:

”Juguete cinematográfico del gran éxito infantil de la primera mitad de los ’60. Con Olmedo un poco menos espontáneo que en TV y un villano luchador. Elemental en su planteo pero de algún valor nostálgico para los niños de aquella época.”